# Levoča

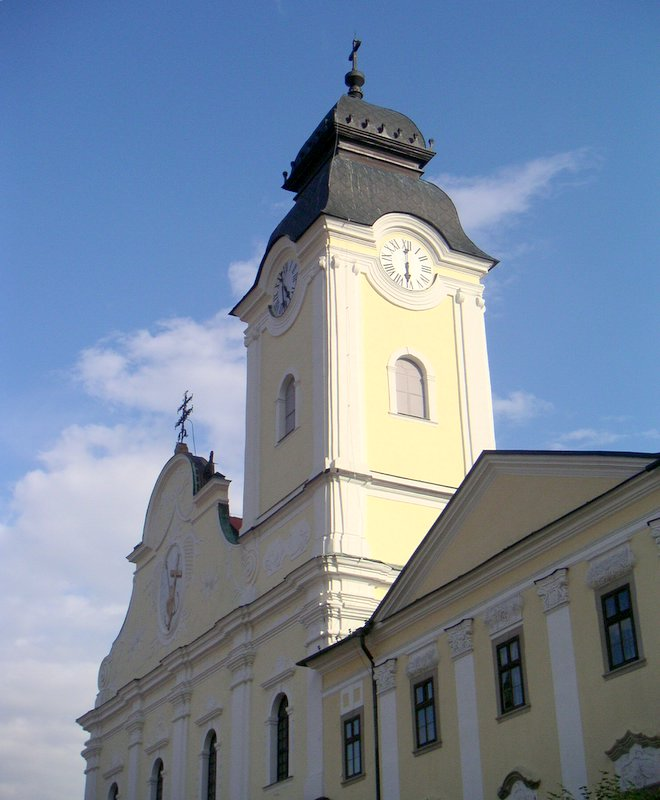
Torre della chiesa dello spirito santo

Levoča (; in ungherese Lőcse, in tedesco Leutschau, in polacco Lewocza) è una città della Slovacchia, capoluogo del distretto omonimo, nella regione di Prešov. La città possiede un centro storico con una cinta muraria ben conservata, una chiesa rinascimentale con il più alto altare in legno d'Europa, scolpito dal maestro Pavol di Levoča, e molti altri edifici rinascimentali.
Il 28 giugno 2009 Levoča è stata aggiunta ai patrimoni dell'umanità dell'UNESCO, in coppia con il castello di Spiš.

## Storia

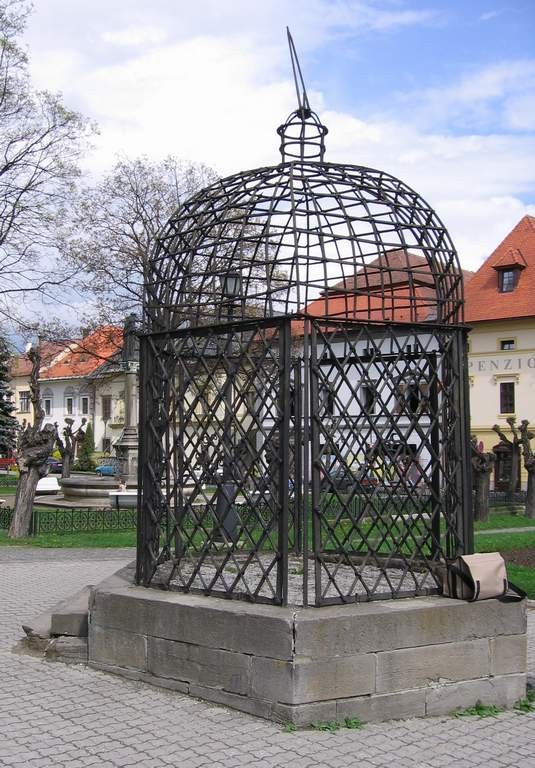
'Gabbia della vergogna': gabbia punitiva all'esterno del vecchio municipio

Levoča si trova nella regione storica di Szepes (oggi Spiš), abitata fin dall'età della pietra. Nell'XI secolo la regione fu conquistata, ed in seguito divenne parte del Regno d'Ungheria sotto cui rimase fino al 1918. Dopo l'invasione dei Mongoli del 1241/1242, la regione fu colonizzata dai tedeschi. Il più antico riferimento scritto della città di Levoča risale al 1249. Nel 1317 Levoča (al tempo nota con il nome tedesco di Leutschau) ricevette il titolo di città reale. Nel XV secolo, situata all'intersezione di rotte commerciali, divenne un ricco centro di commercio. La città mantenne la sua notorietà fino alla fine del XVI secolo, nonostante due incendi nel 1550 e nel 1599. In questo periodo di prosperità furono costruite molte chiese, una scuola, una biblioteca, una farmacia ed un ospedale. Era presente una pressa da stampa fin dal 1624. Levoča fu il centro della riforma protestante in Slovacchia. Il declino della città iniziò durante la rivola anti-asburgica del XVII secolo.
A causa di un'impressionante serie di eventi, nel 1700 il sindaco cittadino fu accidentalmente ferito da un nobile durante una battuta di caccia, causando una serie di attacchi per vendetta conclusi con l'omicidio del sindaco, Karol Kramler, magistrato sassone. Il suo braccio fu tagliato, imbalsamato e conservato in municipio come monito contro successive vendette. Questo episodio divenne l'argomento di un romanzo ungherese che parla della città, A fekete város, opera dello scrittore Kálmán Mikszáth.
L'importanza economica della città diminuì dopo il 1871, quando fu costruita un'importante tratta ferroviaria che oltrepassava Levoča fermandosi nella vicina Igló, (oggi Spišská Nová Ves), per poi unirsi al binario solo grazie ad una tratta secondaria. Dopo il trattato del Trianon e lo smantellamento del Regno d'Ungheria, la città entrò a far parte della neonata Cecoslovacchia ed il suo nome slovacco Levoča divenne ufficiale. In seguito, durante la seconda guerra mondiale, la prima repubblica slovacca permise la deportazione di 981 ebrei verso i campi di sterminio. Il 3 luglio 1995 Levoča fu visitata da papa Giovanni Paolo II. Egli celebrò una messa per i 650 000 pellegrini diretti a Mariánska hora.

## Geografia fisica
Levoča si trova nella parte settentrionale del bacino del fiume Hornád alle pendici dei colli di Levoča, sul fiume Levočský potok, affluente dell'Hornád. Poprad si trova 25 km ad ovest, Prešov 50 km ad est, Košice 90 km a sud-est e Bratislava 370 km a sud-ovest.

## Caratteristiche storiche
La città vecchia è pittoresca e ancora racchiusa tra le mura originali. Assieme al castello di Spiš ed a Žehra, nel giugno del 2009 è entrato a far parte del patrimonio dell'umanità chiamato 'Levoča, Spišský Hrad and the Associated Cultural Monuments'. L'UNESCO cita il centro storico, le fortificazioni e le opere di Pavol di Levoča custodite in città.
L'entrata principale della città vecchia è la monumentale porta di Košice (XV secolo) dietro la quale si trovano la chiesa barocca di Santo Spirito ed il nuovo monastero francescano (ca. 1750).
La piazza cittadina ospita tre importanti monumenti; l'antico municipio (XV-XVII secolo) che oggi contiene un museo, la chiesa luterana (1837) e la chiesa di san Giacomo (sv. Jakuba, XIV secolo). In questa chiesa si trova un altare gotico in legno scolpito, il più grande d'Europa (18,62 metri d'altezza) creato da Pavol di Levoča attorno al 1520. La piazza è quasi perfettamente conservata, tranne un paio di interventi moderni, e contiene molti edifici che ospitavano la nobiltà locale nel tardo Medioevo. In questa piazza si trova anche la 'Gabbia della vergogna', databile al XVII secolo, usata per le punizioni pubbliche dei miscredenti. Una targa su una delle case ricorda la stampa e la pubblicazione in città della famosa opera di Comenius, l'Orbis Pictus. Altri edifici vicini ospitano un museo storico ed uno dedicato alle opere di Maestro Pavol.
Dietro la piazza, in via Kláštorská, si trova la chiesa trecentesca ed i resti del vecchio monastero dei francescani, che ora contiene una scuola di grammatica. Vicino si trova la porta dei Polacchi, una costruzione gotica del XV secolo.
Dal XVI secolo alla fine del 1922, Levoca fu il centro amministrativo del dipartimento di Spiš. Tra il 1806 ed il 1826 un architetto proveniente da Eger, Anton Povolny, costruì un grandioso edificio amministrativo, la Grande Casa Provinciale, e il municipio. Modificò il proprio stile classicista adattandolo al rinascimentale in uso in città.

## Società

### Evoluzione demografica
Secondo il censimento del 2001, dei 14 366 abitanti l'87,07% erano slovacchi, l'11,20% rom, lo 0,33% cechi e lo 0,31% ruteni. Dal punto di vista religioso ci sono 79,54% di cattolici di rito romano, 9,01% di atei, 3,87% cattolici di rito bizantino e 1,61% di luterani.

## Città ed insediamenti vicini
- Levoča (città principale).
- Levočská Dolina. Circa 4 km dalla città, verso Závada.
- Levočské Lúky. Insediamento sulla strada per Spišska Nová Ves.
- Závada. Villaggio sulle colline sopra Levočská Dolina.

## Amministrazione

### Gemellaggi
Levoča è gemellata con:
- Stary Sącz in Polonia
- Łańcut in Polonia[6]
- Kalwaria Zebrzydowska in Polonia
- Keszthely in Ungheria
- Litomyšl in Repubblica Ceca

## Galleria d'immagini

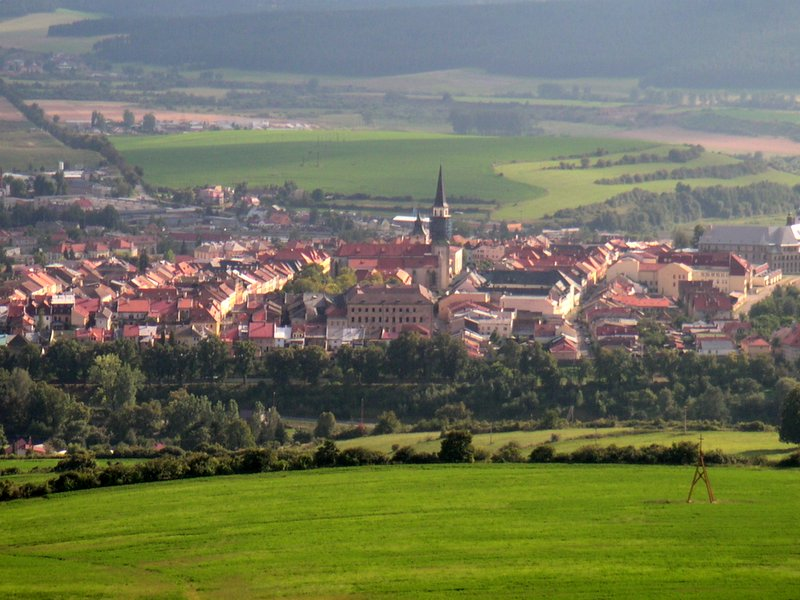
Levoča vista da Mariánska hora
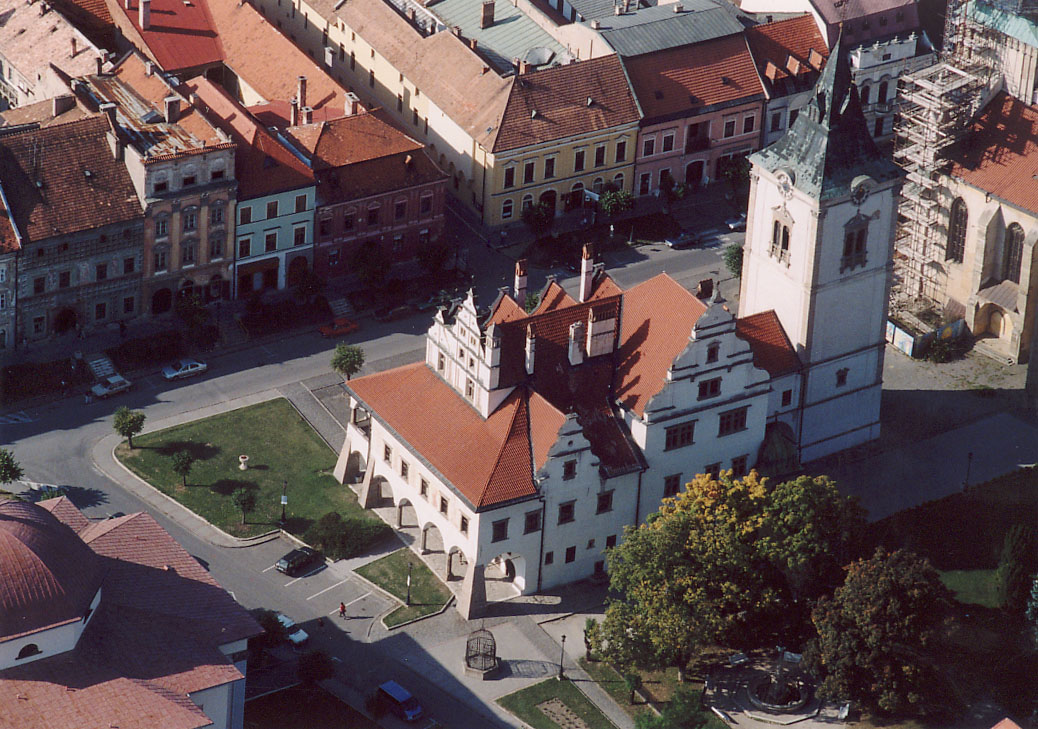
Levoča - Municipio visto dall'alto
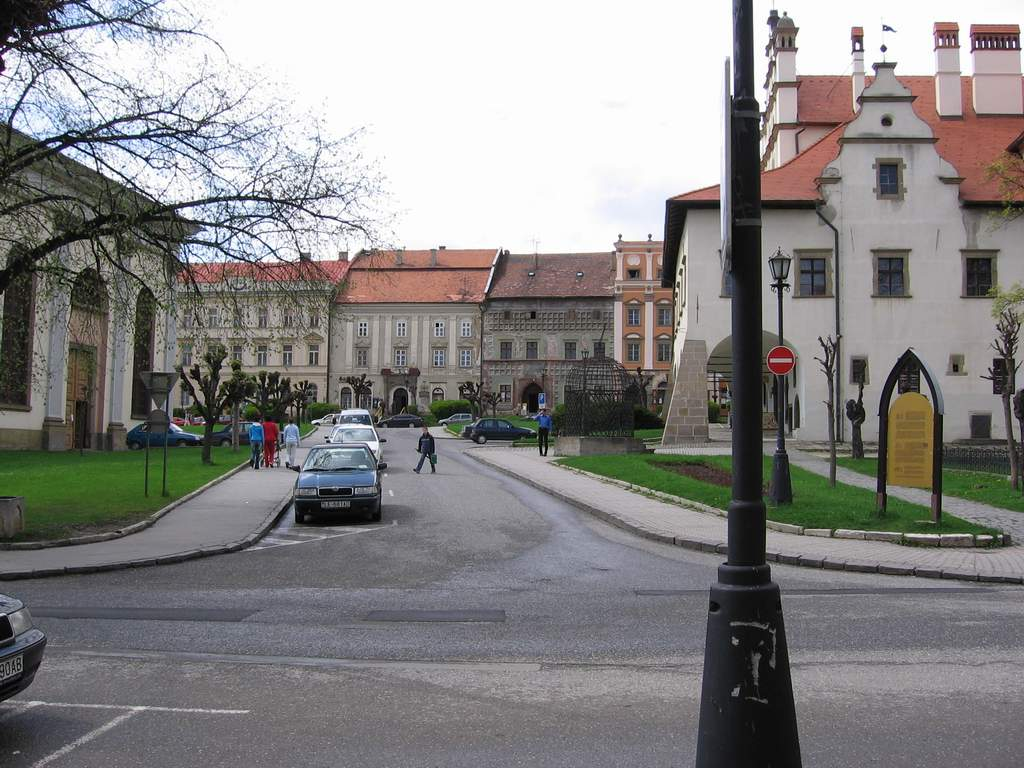
Piazza principale di Levoča
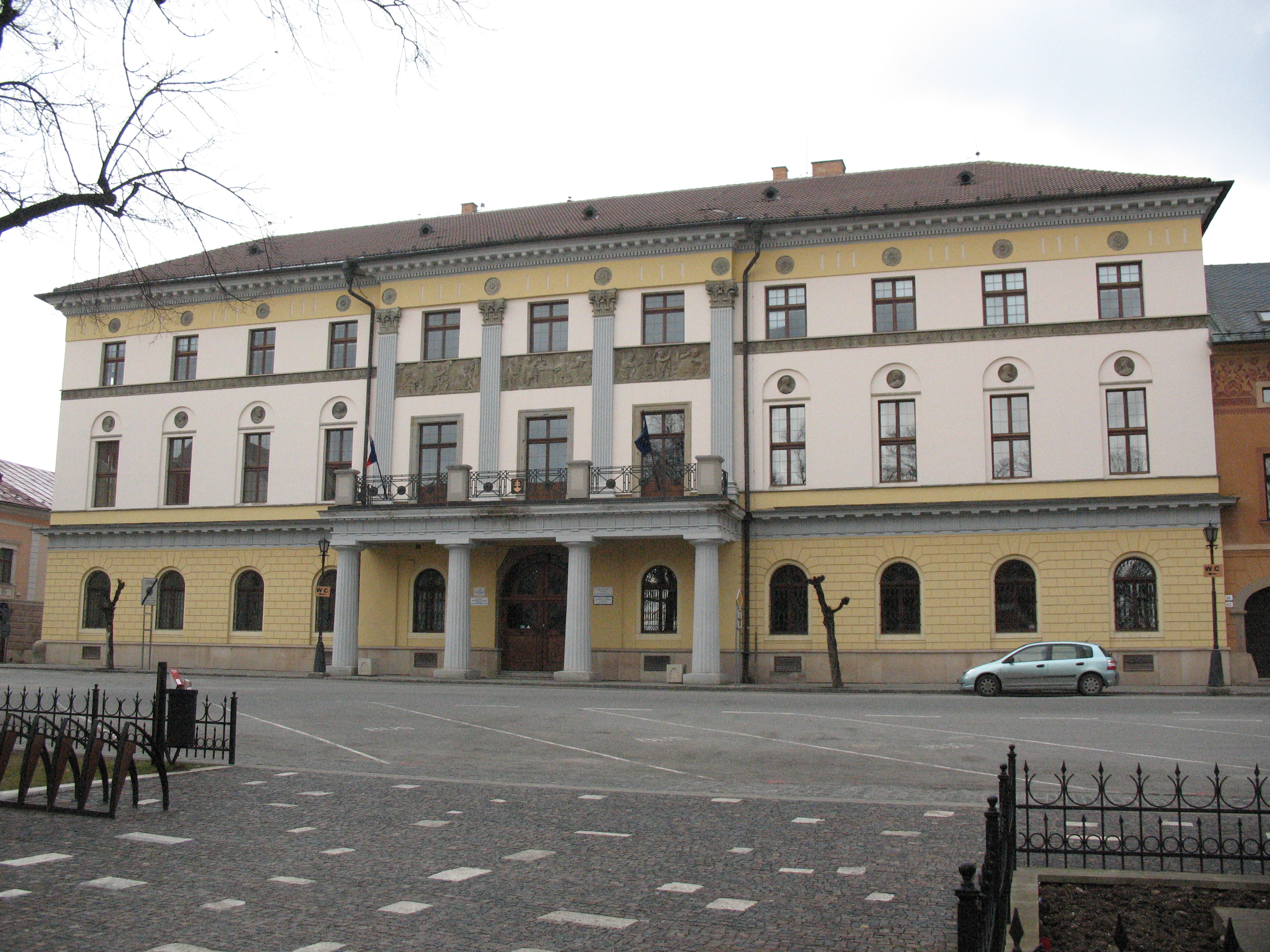
La Grande Casa Provinciale
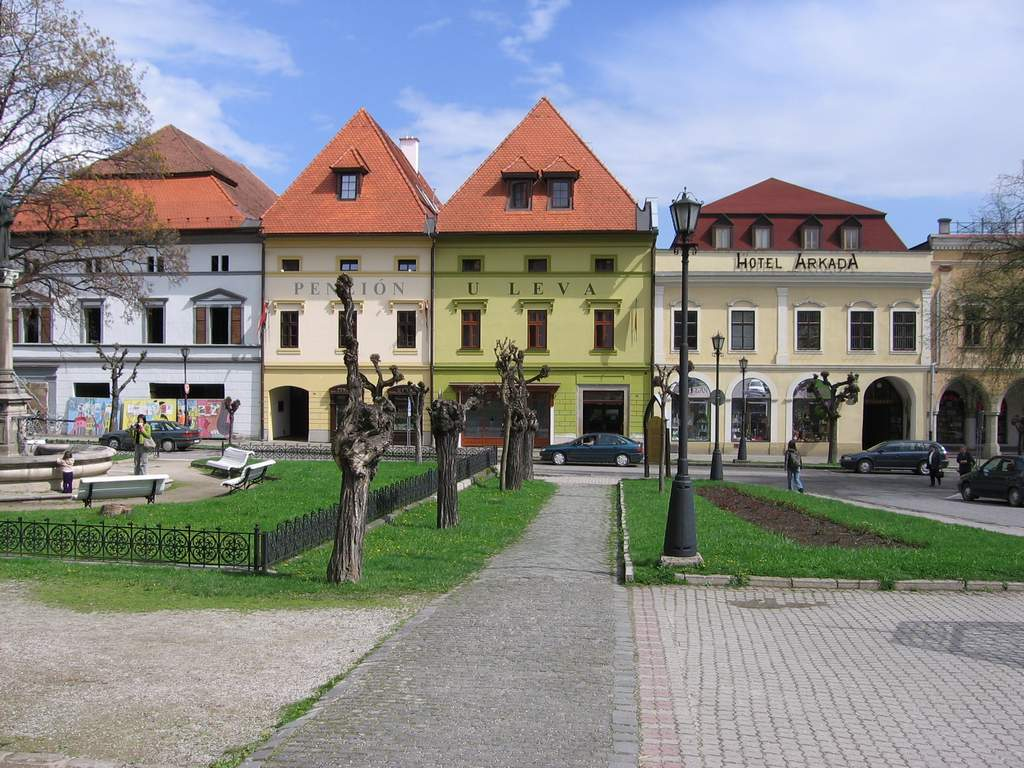
Piazza principale di Levoča
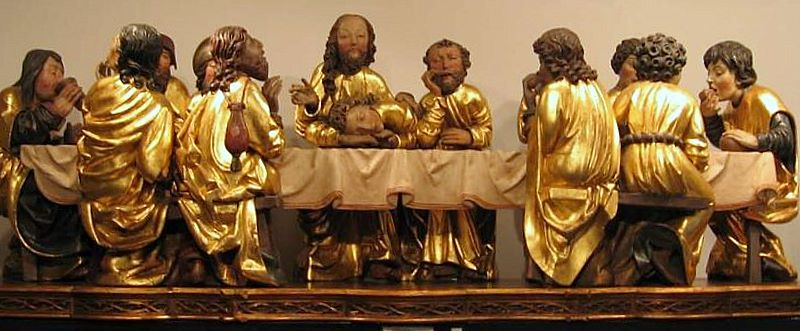
Altare scolpito da mastro Pavol di Levoča, nella chiesa di san Giacomo
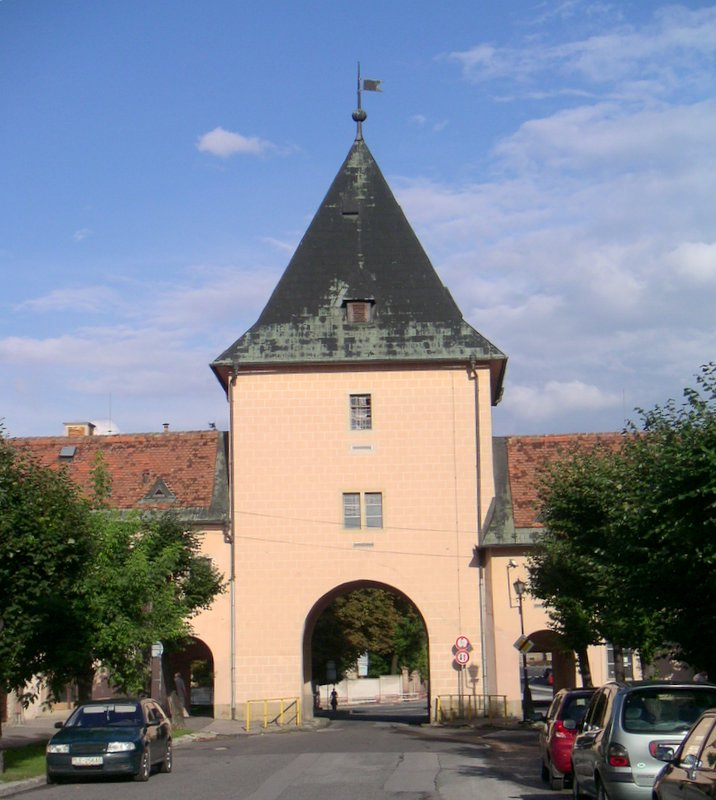
La porta Košice
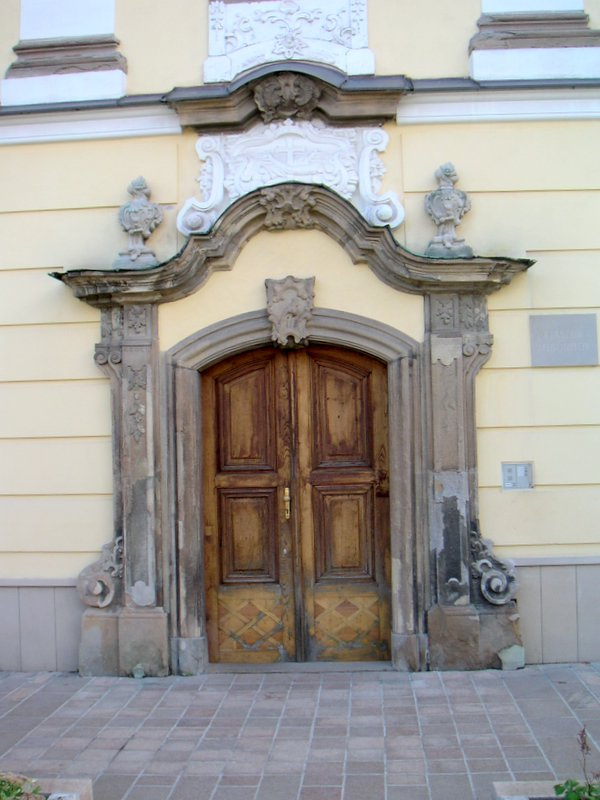
Entrata del chiostro del monastero dei francescani